# The Seeds
The Seeds est un groupe américain de garage rock et rock psychédélique, originaire de Los Angeles, en Californie. Le groupe, dont le répertoire partage garage rock et acid rock, est catégorisé freakbeat.

## Biographie

### Formation
En 1965, Richard March, après quelques années d'une carrière solo infructueuse de chanteur à Hollywood, prend le pseudonyme de Sky Saxon et décide de former un groupe. Il se met à la guitare basse et s’associe à l’ancien guitariste de surf music Jan Savage, au pianiste Daryl Hooper et au batteur Rick Andridge, tous deux originaires du Michigan. Ils cultivent volontairement une image excentrique. Ils gardent pendant un temps les cheveux longs et en désordre bien avant que cela ne soit la mode. Daryl Hooper se prétend dans les interviews vieux de plus de 200 ans et s’habille avec chemises à jabot et dentelles. Jan Savage joue sur ses origines amérindiennes et porte plumes et mocassins de cuir.

### Succès et séparation
Les Seeds sont des musiciens habitués des petites scènes de bars de Los Angeles et de ses alentours. Groupe au départ dans la tradition des Animals, Them et Pretty Things, leur style musical est brutal, et Sky Saxon est un chanteur appréciant la folie des concerts. Ils ont une apparence débraillée et sale, un rythme méchant, et des textes menaçants qui font souvent référence au sexe et à la drogue.
Lorsque les Seeds explosent, Sky Saxon n'est pas tout neuf dans le métier puisqu'il a déjà sorti des disques en tant que Richie Marsh and The Hood et avec les Soul Rockers. Mais c'est avec les Seeds et le 45 tours Pushin' Too Hard qu'il obtient la célébrité en février 1967. La chanson, écrite selon la légende par un Sky Saxon frustré d’attendre sa petite amie devant un supermarché, devient un classique du genre. Son style musical sauvage et ses paroles contre la pression sociale ou sentimentale, au choix, reflètent leur époque. La formule, guitare fuzz et piano électrique Wurlitzer accompagnés de chant dérangé, est une excellente image des autres titres du groupe. La même année, et toujours sur la marque GNP Crescendo Records, les Seeds classent trois autres morceaux dans le Top 100 : Mr. Farmer en mars, Can't Seem to Make You Mine en mai (55e des charts), et A Thousand Shadows en juillet (86e des charts).
À partir de 1967, la musique des Seeds devient plus psychédélique et ils enregistrent un deuxième album, Web of Sound, qui ne renouvelle pas le succès du premier. En 1968, ils participent au tournage du film de Richard Rush Psych Out, en compagnie des Strawberry Alarm Clock. En 1969 sort l’album A Full Spoon of Seedy Blues sous le nom de Sky Saxon Blues Band avec des notes de pochette rédigée par Muddy Waters. « Je crois que l'Amérique produit enfin un groupe comparable aux Rolling Stones[réf. nécessaire]. » Malgré ces éloges, les Seeds se séparent à la fin de la décennie. Par la suite, Sky Saxon fait le tour des maisons de disques avec des chansons qu'il qualifie de supérieures à celles des Beatles. En 1969 toujours, Sky Saxon découvre Dieu et devient un fidèle du culte Ya Ho Wa 13, adorateur de la nature et dont l'essence du dogme réside dans l’anagramme GOD/DOG (traduction : Dieu/chien). Il déménage ensuite à Hawaï où il enregistre des albums où il rend hommage à ces chers canidés domestiques.

### Retours
Au début de 2004, Sky Saxon reforme le groupe et commence une tournée européenne, mais deux des membres du groupe le quittent en Grèce. Il retourne alors en Angleterre, où il choisit de vivre, et forme un nouveau groupe, Atlantic Rising, avec d’anciens membres de Spacemen 3 et des Scientists.
Après une courte hospitalisation, Sky Saxon décède le 25 juin 2009 à Austin, au Texas, des suites d'une insuffisance cardiaque.

## Postérité et influences
The Seeds sont parmi les influences pré-punk les plus citées chez les musiciens punk depuis les années 1980. De nombreuses reprises des Seeds ont été enregistrées par Dwarves, Alex Chilton, Johnny Thunders, Ramones, Yo La Tengo, Garbage, Murder City Devils, Spirits in the Sky, Paul Parker, Pere Ubu, The Makers, The Embarrassment, The Bangles, The Rubinoos ou Strawberry Alarm Clock, entre autres.

## Cinéma et publicité
- Le morceau Can't Seem to Make You Mine est utilisé dans une publicité américaine pour le déodorant Axe en 2008[22].
- La chanson It's a Faded Picture est utilisé dans une scène de danse du film musical Mods de Serge Bozon en 2003.

## Membres
| (1965)         | - Sky « Sunlight » Saxon - chant - Jan Savage - guitare - Jeremy Levine - guitare - Daryl Hooper - clavier - Rick Andridge - batterie                                               |
| (1965-1968)    | - Sky « Sunlight » Saxon - chant - Jan Savage - guitare - Daryl Hooper - clavier - Rick Andridge - batterie                                                                         |
| (1968-1970)    | - Sky « Sunlight » Saxon - chant - Bob Norsoph - guitare - Daryl Hooper - clavier - Don Boomer - batterie                                                                           |
| (1970-2002)    | - HIATUS |
| (2002-2003)    | - Sky « Sunlight » Saxon - chant - Jan Savage - guitare - Mark Bellgraph - Guitare - Rik Collins - basse - Dave Klein - clavier - Justin Polimeni - Batterie                        |
| (2003-2006)    | - Sky « Sunlight » Saxon - chant - Rik Collins - basse - Mark Bellgraph- claviers - Dave Klein- batterie                                                                            |
| (2007-2008)    | - Sky « Sunlight » Saxon - chant - Sean M'Lady - guitare, chant - Jimmy Valentine - guitare rythmique - Dave Waller - basse - Tommy Gunn - batterie - Christopher Robin - harpe     |
| (2008-2009)    | - Sky « Sunlight » Saxon - chant - Tom « Atomic » Azevedo - guitare solo - Kevin Dippold - guitare rythmique - Don Bolles - basse - Geoff Brandin - clavier - Gary Stern - batterie |
| (2009-2020)    | HIATUS |
| (2020-present) | - Paul Kopf - chant - Mark Belgraph - guitare - Alec Palao - basse - Daryl Hooper - clavier - Justin Smith - batterie                                                               |

## Discographie

### Albums studio
- 1966 : The Seeds (GNP Crescendo Records)
- 1967 : A Web of Sound (GNP Crescendo Records)
- 1967 : Future (GNP Crescendo Records)
- 1968 : A Full Spoon of Seedy Blues (GNP Crescendo Records)

### Album live
- 1968 : Raw and Alive, Live at Merlin's Music Box

### Singles
- 1965 : Can't Seem to Make You Mine / I Tell Myself
- 1966 : Mr. Farmer / Up in Her Room
- 1966 : Pushin' Too Hard / Try to Understand
- 1967 : The Wind Blows Your Hair / Six Dreams
- 1968 :  A Thousand Shadows / March of the Flower Children
- 1968 : Satisfy You / 900 Million People Daily (All Making Love)
- 1968 : Falling Off the Edge of My Mind / Wild Blood

### Compilations
- 1977 : Fallin' of the Edge
- 1982 : Bad Part of Town (titres rares)
- 1988 : Evil Hoodoo
- 1993 : Travel With Your Mind
- 2008 : Back to the Garden